# Colebrook (CDP)
Der Colebrook CDP ist ein statistisches Erfassungsgebiet, das den Kernort der Town of Colebrook im Coös County im US-Bundesstaat New Hampshire umfasst. Die Volkszählung von 2020 erfasste 1.201 Einwohner. Der CDP wurde im Jahr 2010 erstmals vom US-Census Bureau definiert.

## Lage
Der Ort liegt bei den Koordinaten 44° 53' 40.68" Nord und 71° 29' 41.28" West auf einer Höhe von 312 Metern über dem Meeresspiegel am Ostufer des Connecticut Rivers. Die 7,0 km² große Fläche des Gebietes setzt sich zusammen aus 6,8 km² Land- und 0,2 km² Wasserfläche. Im Ort zweigen die New Hampshire State Route NH-26 über Dixville nach Maine sowie die NH-145, die Stewartstown erschließt, von der US-3 ab. 